# Liste der Abkürzungen antiker Autoren und Werktitel/G
| Abk. Autor     | Autor                                                       | Autor | Edition                                                                              |
|                | Abk. Werk                                                   | Werktitel | Deutscher Titel                                                                      |
| -------------- | ----------------------------------------------------------- | --- | ------------------------------------------------------------------------------------ |
| Gai.           | Gaius                                                       | Gaius |                                                                                      |
|                | dig.                                                        | digesta |                                                                                      |
|                | inst.                                                       | institutiones |                                                                                      |
| Gal            | Brief des Paulus an die Galater (Pauli epistula ad Galatos) | Brief des Paulus an die Galater (Pauli epistula ad Galatos) |                                                                                      |
| Gal.           | Galenos                                                     | Galenos | Karl Gottlob Kühn (1821–33, Nachdruck 1965) bzw. Corpus Medicorum Graecorum (1918ff) |
|                | AA                                                          | de anatomicis administrationibus | Über anatomische Verfahren                                                           |
|                | adv. Jul.                                                   | adversus Julianum | Gegen Julian                                                                         |
|                | adv. Lyc.                                                   | adversus Lycum | Gegen Lycus                                                                          |
|                | aff. dig.                                                   | de proprium animi cuiuslibet affectuum dignotione et curatione | Über Leidenschaften                                                                  |
|                | alim. fac.                                                  | de alimentorum facultatibus | Über Eigenschaften der Nahrungsmittel                                                |
|                | animi mor. (QAM, QAF)                                       | quod animi mores/facultates corporis temperamenta sequuntur Ὅτι ταῖς τοῦ σώµατος κράσεσιν αἱ τῆς ψυχῆς δυνάµεις ἕπονται (Hóti taîs toû sṓmatos krásesin hai tês psychês dynámeis hépontai) |                                                                                      |
|                | art. sang.                                                  | an in arteriis sanguis contineatur | Ob die Arterien das Blut enthalten                                                   |
|                | CAM                                                         | de constitutione artis medicae | Über die Grundlagen der Heilkunst                                                    |
|                | caus. puls.                                                 | de causis pulsuum |                                                                                      |
|                | comp. med. gen.                                             | de compositione medicamentorum per genera |                                                                                      |
|                | comp. med. loc.                                             | de compositione medicamentorum secundum locos |                                                                                      |
|                | cons.                                                       | de consuetudinibus | Über Gewohnheiten                                                                    |
|                | cris.                                                       | de crisibus | Über Krisen                                                                          |
|                | cur. rat. ven. sect.                                        | de curandi ratione per venae sectionem | Über Behandlung durch Aderlass                                                       |
|                | di. dec.                                                    | de diebus decretoriis |                                                                                      |
|                | diff. feb.                                                  | de febrium differentiis | Über Unterschiede der Fieber                                                         |
|                | diff. puls.                                                 | de differentiis pulsuum | Über Unterschiede des Pulses                                                         |
|                | diff. resp.                                                 | de difficultate respirationis | Über Atembeschwerden                                                                 |
|                | dig. puls.                                                  | de dignoscendis pulsibus | Über das Diagnostizieren mittels des Pulses                                          |
|                | foet. form.                                                 | de foetuum formatione | Über die Bildung des Fötus                                                           |
|                | gloss.                                                      | glossarium / linguarum seu dictionum exoletarum Hippocratis explicatio | Glossar hippokratischer Termini                                                      |
|                | Hipp. aph.                                                  | in Hippocratis aphorismi | Über die „Aphorismen“ des Hippokrates                                                |
|                | Hipp. art.                                                  | in Hippocratis de articulis | Über die „Gelenke“ des Hippokrates                                                   |
|                | Hipp. elem.                                                 | de elementis ex Hippocrate | Über die „Elemente“ des Hippokrates                                                  |
|                | Hipp. epid.                                                 | in Hippocratis epidemiarum | Über die „Epidemien“ des Hippokrates                                                 |
|                | Hipp. fract.                                                | in Hippocratis de fracturis | Über die „Knochenbrüche“ des Hippokrates                                             |
|                | Hipp. hum.                                                  | in Hippocratis de humoribus | Über die „Temperamente“ des Hippokrates                                              |
|                | Hipp. off. med.                                             | in Hippocratis de officina medici | Über die „Chirurgie“ des Hippokrates                                                 |
|                | Hipp. prog.                                                 | in Hippocratis prognostica Ἱπποκράτους Προγνωστικὸν καὶ Γαληνοῦ εἰς αὐτὸ ὑπόµνηµα (Hippokrátous Prognōstikòn kaì Galēnoû eis autò hypómnēma)                                               | Über die „Prognosen“ des Hippokrates                                                 |
|                | Hipp. prorrh.                                               | in Hippocratis de praedictionibus Εἰς τὸ Ἱπποκράτους Προρρητικῶν βιβλίον πρῶτον ὑπόµνηµα (Eis tò Hippokrátous Prorrhētikôn biblíon prôton hypómnēma)                                       | Über die „Prorrhetik“ des Hippokrates                                                |
|                | Hipp. vict.                                                 | in Hippocratis de alimento | Über die „Nahrungsmittel“ des Hippokrates                                            |
|                | HNH                                                         | in Hippocratis de natura hominis | Über die „Natur des Menschen“ des Hippokrates                                        |
|                | HVA                                                         | in Hippocratis de acutorum victu | Über die „Behandlung akuter Krankheiten“ des Hippokrates                             |
|                | ind.                                                        | de indolentia | Über Schmerzvermeidung                                                               |
|                | inst. log.                                                  | institutio logica | Einführung in die Logik                                                              |
|                | lib. prop.                                                  | de libris propriis Περὶ τῶν ἰδίων βιβλίων (Perì tôn idíōn biblíōn) | Über meine Bücher                                                                    |
|                | loc. aff.                                                   | de locis affectis Περὶ τῶν πεπονθότων τόπων (Perì tôn peponthótōn tópōn) |                                                                                      |
|                | meth. med. (MM)                                             | de methodo medendi Μέθοδος θεραπευτική (Méthodos therapeutikḗ) | Über Heilbehandlung                                                                  |
|                | MMG                                                         | ad Glauconem de methodo medendi | An Glaukus über die Heilbehandlung                                                   |
|                | med. nom.                                                   | de nominibus medicis | Über medizinische Namen                                                              |
|                | mor.                                                        | de moribus | Über Sitten                                                                          |
|                | musc. diss.                                                 | de musculorum dissectione Περὶ µυῶν ἀνατοµῆς (Perì myôn anatomês) | Über die Anatomie der Muskeln                                                        |
|                | nat. fac.                                                   | de naturalibus facultatibus Περὶ φυσικῶν δυνάµεων (Perì physikôn dynámeōn) |                                                                                      |
|                | opt. doct.                                                  | de optima doctrina | Über die beste Lehre                                                                 |
|                | opt. med.                                                   | quod optimus medicus sit quoque philosophus Ὅτι ὁ ἄριστος ἰατρὸς καὶ φιλόσοφος (Hóti ho áristos iatròs kaì philósophos)                                                                    | Der beste Arzt ist auch Philosoph                                                    |
|                | ord. lib. prop.                                             | de ordine librorum propriorum | Über die Ordnung meiner Bücher                                                       |
|                | parv. pil.                                                  | de parvae pilae exercitio | Über die Übung mit dem kleinen Ball                                                  |
|                | pecc. dig.                                                  | de animi cuiuslibet peccatorum dignotione et curatione | Über Diagnose und Behandlung seelischer Verirrung                                    |
|                | PHP                                                         | de placitis Hippocratis et Platonis | Über des Hippokrates und des Plato Lehren                                            |
|                | plen.                                                       | de plenitude Περὶ πλήθους (Perì plḗthous) | Über die Fülle                                                                       |
|                | praen.                                                      | de praenotione ad Epiginem Περὶ τοῦ προγιγνώσκειν βιβλίον (Perì toû progignṓskein biblíon)                                                                                                 |                                                                                      |
|                | praes. puls.                                                | de praesagitione ex pulsibus |                                                                                      |
|                | prop. plac.                                                 | de propriis placitis |                                                                                      |
|                | protr.                                                      | adhortatio ad artes addiscendas Προτρεπτικὸς ἐπ’ ἰατρικήν (Protreptikòs ep’ iatrikḗn) |                                                                                      |
|                | san. tuend.                                                 | de sanitate tuenda Ὑγιεινά (Hygieiná) |                                                                                      |
|                | SI.                                                         | de sectis ad eos qui introducuntur | Sezieren für Anfänger                                                                |
|                | sem.                                                        | de semine | Über Samen                                                                           |
|                | SMT                                                         | de simplicium medicamentorum temperamentis ac facultatibus |                                                                                      |
|                | temp.                                                       | de temperamentis |                                                                                      |
|                | Thras.                                                      | Thrasybulus sive utrum medicinae sit an gymnasticae hygiene |                                                                                      |
|                | usu. part (UP)                                              | de usu partium Περὶ χρείας µορίων (Perì chreías moríōn) |                                                                                      |
| GCH            | An Inventory of Greek Coin Hoards                           | An Inventory of Greek Coin Hoards | Colin M. Kraay et al. (New York 1973)                                                |
| GebMan         | Gebet des Manasse                                           | Gebet des Manasse |                                                                                      |
| Gell.          | Aulus Gellius                                               | Aulus Gellius |                                                                                      |
|                |                                                             | noctes Atticae | Attische Nächte                                                                      |
| Gen            | 1. Buch Mose (Genesis)                                      | 1. Buch Mose (Genesis) |                                                                                      |
| Geogr. Rav.    | Geographus Ravennas                                         | Geographus Ravennas |                                                                                      |
| Geop.          | Geoponica                                                   | Geoponica |                                                                                      |
| Gercke-Norden  | Einleitung in die Altertumswissenschaft                     | Einleitung in die Altertumswissenschaft | Alfred Gercke, Eduard Norden (Leipzig 1910–1912)                                     |
| GGM            | Geographi Graeci Minores                                    | Geographi Graeci Minores | Karl Müller (Paris 1855 ff; Reprint Hildesheim 1965)                                 |
| GGR³           | Geschichte der griechischen Religion                        | Geschichte der griechischen Religion | Martin Persson Nilsson (3. Aufl., München 1967)                                      |
| Git            | Talmudtraktat Gittin                                        | Talmudtraktat Gittin |                                                                                      |
| Gn             | 1. Buch Mose (Genesis)                                      | 1. Buch Mose (Genesis) |                                                                                      |
| Gnom. Vat.     | Gnomologium Vaticanum Epicureum (cod. Vat. Gr. 743)         | Gnomologium Vaticanum Epicureum (cod. Vat. Gr. 743) |                                                                                      |
| Gor. (Goripp.) | Flavius Cresconius Gorippus                                 | Flavius Cresconius Gorippus |                                                                                      |
|                | Ioh.                                                        | Iohannis | Johannis                                                                             |
|                | Laud. Iust.                                                 | In laudem Iustini Augusti Minoris | Lobrede auf Kaiser Justin II.                                                        |
| Gorg.          | Gorgias von Leontinoi                                       | Gorgias von Leontinoi |                                                                                      |
|                |                                                             | orationes | Reden                                                                                |
|                | epitaph.                                                    | laudatio funebris Ἐπιτάφιος (Epitáphios) | Grabrede                                                                             |
|                | Hel.                                                        | laudatio in Helenam Ἑλένης ἐγκώµιον (Helénēs enkṓmion) | Lobrede auf Helena                                                                   |
|                | Pal.                                                        | defensio Palamedis Ἀπολογία Παλαµήδους (Apología Palamḗdous) | Verteidigungsrede des Palamedes                                                      |
| GORILA         | Recueil des inscriptions en Linéaire A                      | Recueil des inscriptions en Linéaire A | Louis Godart, Jean-Pierre Olivier (Paris 1976ff.)                                    |
| GrCirclB       | Grave Circle B of Mycenae                                   | Grave Circle B of Mycenae | George E. Mylonas (Lund 1964)                                                        |
| Greg. M.       | Gregorius Magnus                                            | Gregorius Magnus |                                                                                      |
|                | dial.                                                       | dialogi (de miraculis patrum Italicorum) |                                                                                      |
|                | epist.                                                      | epistulae |                                                                                      |
|                | past.                                                       | regula pastoralis |                                                                                      |
| Greg. Naz.     | Gregor von Nazianz                                          | Gregor von Nazianz |                                                                                      |
|                | carm. (poiem.)                                              | carmina Ποιήµατα (Poiḗmata) |                                                                                      |
|                | epist.                                                      | epistulae Ἐπιστολαί (Epistolaí) |                                                                                      |
|                | or. (log.)                                                  | orationes Λόγοι (Lógoi) |                                                                                      |
| Greg. Nyss.    | Gregor von Nyssa                                            | Gregor von Nyssa | W. Jaeger (Leiden u. a. 1921 ff)                                                     |
|                | anim. et res. (psych.)                                      | de anima et resurrectione Περὶ ψυχῆς καὶ ἀναστάσεως (Perì psychês kaì anastáseōs) |                                                                                      |
|                | c. Eun.                                                     | contra Eunomium Πρὸς Εὐνόµιον λόγοι ἀντιρρητικοί (Pròs Eunómion lógoi antirrhētikoí) | Gegen Eunomius                                                                       |
|                | epist.                                                      | epistulae Ἐπιστολαί (Epistolaí) |                                                                                      |
|                | hex.                                                        | In hexaëmeron (apologia) |                                                                                      |
|                | hom. in Cant.                                               | homiliae in Canticum canticorum |                                                                                      |
|                | hom. opif. (kath. anthr.)                                   | de hominis opifio Περὶ κατασκευῆς ἀνθρώπου (Perì kataskeuês anthrṓpou) |                                                                                      |
|                | inst.                                                       | de instituto Christiano |                                                                                      |
|                | Moys.                                                       | vita Moysis Περὶ τοῦ Μωυσέως (Perì toû Mōyséōs) | Leben des Mose                                                                       |
|                | or. (log.)                                                  | orationes Λόγοι (Logoi) | Reden                                                                                |
|                | or. catech. (katech.)                                       | oratio catechetica (magna) Λόγος κατηχητικός ὁ µέγας (Lógos katēchētikós ho mégas) |                                                                                      |
|                | or. dom.                                                    | homiliae in orationem dominicam |                                                                                      |
|                | Theod.                                                      | de s. Theodoro |                                                                                      |
|                | virg. (parth.)                                              | de virginitate Περὶ παρθενίας (Perì parthenías) |                                                                                      |
|                | vit. Macr.                                                  | de vita Macrinae |                                                                                      |
| Greg. Tur.     | Gregor von Tours                                            | Gregor von Tours |                                                                                      |
|                | Franc.                                                      | historia Francorum | Geschichte der Franken                                                               |
|                | Mart.                                                       | de virtutibus Martini |                                                                                      |
|                | mirac.                                                      | miraculorum libri | Buch der Wunder                                                                      |
|                | vit. patr.                                                  | de vita patrum |                                                                                      |

| Legende zu den Farben der Autoreneinträge | Legende zu den Farben der Autoreneinträge | Legende zu den Farben der Autoreneinträge | Legende zu den Farben der Autoreneinträge                                                      |
| ----------------------------------------- | ----------------------------------------- | ----------------------------------------- | ---------------------------------------------------------------------------------------------- |
|                                           | Autor                                     | Autor                                     | Autorenabkürzung                                                                               |
| SW                                        | Sammelwerk                                | Sammelwerk                                | Sammlung oder Sammelwerk (sowohl moderne als auch antike)                                      |
| AN                                        | Anonym                                    | Anonym                                    | Schrift eines einzelnen, unbekannten Autors                                                    |
| BS                                        | Biblische Schrift                         | Biblische Schrift                         | Schrift des AT oder NT (auch Apokryphen)                                                       |
| RS                                        | Rabbinische Schrift                       | Rabbinische Schrift                       | Mischna, Talmud und sonstige hebräische, nichtbiblische Schrift                                |
| X                                         | Sonstiges                                 | Sonstiges                                 | Abkürzung von Lexikon, Referenz- oder Nachschlagewerk, Schriftreihe etc.; allgemeine Abkürzung |